# Двадцять хвилин любові
«Два́дцять хвили́н любо́ві» (англ. Twenty Minutes of Love) — американський короткометражний фільм 1914 року за участю Чарлі Чапліна. Це була перша режисерська робота Чапліна.

## Сюжет
Прогулюючись по парку, наш маленький герой то тут, то там зауважує закохані парочки, мило сидять на лавочці, під деревцем або за густими заростями буша.
Бажаючи зустріти свою другу половинку, яка в повній мірі здатна розділити його безмежну любов, герой Чарлі починає приставати до зайнятих дам, через що потрапляє в павутину інтриг, злості і неминучих сутичок, як з кавалерами, так і з патрульними поліцейськими.

## У ролях
- Чарльз Чаплін — кишеньковий злодій
- Мінта Дарфі — дівчина Едгара
- Едгар Кеннеді — Едгар
- Ґордон Ґріффіт — хлопець
- Честер Конклін — кишеньковий злодій
- Джозеф Свікард — жертва кишенькового злодія
- Генк Манн — сплячий
- Єва Нельсон — дівчина кишенькового злодія